# Emanuel Guevara
Emanuel Domingo Guevara Arguello (San Luis, 7 februari 1989) is een Argentijns wielrenner die anno 2017 rijdt voor Municipalidad de Rawson Somos Todos.

## Carrière
In 2013 won Guevara de vijfde etappe van de Ronde van San Luis, voor Daniel Díaz en Miguel Ángel Rubiano. Na die etappe nam hij de leiding in het bergklassement over van Jorge Giacinti. Dat klassement zou hij uiteindelijk, met een gelijk aantal punten als Alex Diniz, winnen.

## Overwinningen
2013
5e etappe Ronde van San Luis
Bergklassement Ronde van San Luis

## Ploegen
- 2012 –  San Luis Somos Todos
- 2013 –  San Luis Somos Todos
- 2014 –  San Luis Somos Todos
- 2015 –  San Luis Somos Todos
- 2016 –  San Luis Somos Todos
- 2017 –  Municipalidad de Rawson Somos Todos

Badde · Claveles · Díaz · Giacinti · Guevara · J.A.Lucero · Martínez · Messineo · Murgo · Quiroga · Sartasov · Sosa · Velázquez
Badde · Claveles · Díaz · Giacinti · Godoy · Guevara · Juárez · A.Lucero · J.A.Lucero · Martínez · Messineo · Murgo · Quiroga · Sartasov · Sosa · Velázquez
Díaz · Giacinti · Godoy · Guevara · Juárez · J.A.Lucero · A.Lucero · Martínez · Messineo · Moyano · Murgo · Quiroga · Sartasov · Sosa · Velázquez
Giacinti · Godoy · Guevara · Juárez · J.A.Lucero · A.Lucero · Martínez · Messineo · Mini · Moyano · Murgo · Quiroga · Richeze · Sartasov · Sosa
Bertola · Godoy · Guevara · Lucero · Mini · Moyano · Murgo · Quiroga · Richeze · Sosa · Torres